# Bulbophyllum microsphaerum
Bulbophyllum microsphaerum là một loài phong lan thuộc chi Bulbophyllum.